# Edwin Ardener
Edwin Ardener, né en 1927 et mort en 1987 est un anthropologue et universitaire britannique. Au sein de l'anthropologie, certaines de ses contributions les plus importantes concernent l'étude du genre, comme dans son ouvrage de 1975 dans lequel il décrit les femmes comme "muettes" dans le discours social.
Diplômé de la LSE, Ardener a accepté une chaire d'anthropologie sociale à Oxford à l'invitation d'E. E. Evans-Pritchard. Ses recherches ethnographiques se sont concentrées sur l'Afrique, en particulier sur le Cameroun. Son histoire des Bakweri du Cameroun au XIXe siècle est considérée comme définitive. Dans ses travaux sur le Cameroun, il a également écrit sur une forme de sorcellerie camerounaise connue sous le nom de Nyongo.
L'une de ses contributions les plus connues à l'anthropologie est l'article de 1975 intitulé "The Problem revisited", publié dans Perceiving Women, un ouvrage édité par son épouse et collègue anthropologue Shirley Ardener. Dans cet essai, il avance la théorie selon laquelle les femmes ont été un groupe silencieux, relativement peu entendu dans le discours social, dont le silence relatif pourrait également être considéré comme une fonction de la surdité du groupe dominant à leur égard. Il a identifié une tendance problématique dans la méthodologie anthropologique à ne parler qu'aux hommes et aux femmes, ignorant ainsi au moins la moitié de l'échantillon de personnes qu'ils étaient censés observer. Ardener a diagnostiqué le problème comme étant le résultat du fait que les méthodes ethnographiques étaient à la fois conçues et vérifiées par des anthropologues masculins, qui ne se rendaient pas compte de ce qu'ils négligeaient. 